# Alberto Del Rio
José Alberto Rodríguez (San Luis Potosí, México, 25 de maio de 1977), é um lutador de luta livre profissional mexicano. Ele é conhecido por seu trabalho na WWE, onde atuou com o nome de ringue Alberto Del Rio, e na Impact Wrestling, onde era conhecido como Alberto El Patrón. Ele Tambem é o atual Presidente da empresa de (Artes marciais mistas) Combate Americas. Atualmente Ele é o campeão mundial da QPW.
Rodríguez lutava sob o nome de Dos Caras, Jr. tanto como um lutador de mixed martial arts tanto quanto um luchadore no México e no Japão. Ele trabalhou no Consejo Mundial de Lucha Libre (CMLL), onde foi Campeão dos Peso-Pesados.
Na WWE ele foi o vencedor do Royal Rumble de 2011, tendo derrotado outros 39 participantes, na luta de Royal Rumble com mais participantes da história do evento. O lutador também conquistou a luta Money in the Bank de 2011 e já ganhou por duas vezes o WWE Championship e duas vezes também o World Heavyweight Championship, além de conquistar o United States Championship duas vezes.
Filho do lutador Dos Caras, sobrinho de Mil Máscaras e Sicodelico, e primo de Sicodelico, Jr. e Hijo de Sicodelico, Rodríguez faz parte de umas das mais conhecidas famílias mexicanas de wrestling profissional. O nome Dos Caras é traduzido como Duas Caras, com referência a uma águia de duas cabeças em sua máscara.

## Wrestling Amador
Rodríguez nasceu em San Luis Potosí, México. É graduado pela Universidad Autonoma de San Luis Potosí, no qual se formou em arquitetura.
Crescido em uma família de lutadores, Rodríguez decidiu se dedicar a Luta Greco-Romana, no qual foi treinado por Kolesni Leonel Fernández e Juan. Ganhou um lugar na seleção mexicana de luta greco-romana e ao competir na equipe nacional obteve grandes realizações.
Em 1997, ficou em terceiro lugar no World Junior Championships, na República Checa. Venceu o Central American and Caribbean Games três vezes, em sua categoria de pesos pesados. Ganhou também uma medalha nos jogos Pan-Americanos.
Rodríguez estava no caminho certo para competir no Jogos Olímpicos de 2000 em Sydney, na Austrália, mas devido à falta de financiamento e apoio, o México não enviou uma equipe de luta livre naquele ano. Ele era de uma família pobre e teve que sair com mulheres ricas porque era considerado o homem mais bonito de sua cidade  para ajudar sua família e se envolveu com uma mulher que casou-se e ela faleceu e deixou uma fortuna para Alberto Del Rio.

## Carreira no wrestling profissional

### Asistencia Asesoría y Administración (2000–2002)
Depois de não competir nos Jogos Olímpicos de 2000, Rodríguez voltou-se para os negócios da família e começou a treinar com seu pai para se tornar um lutador profissional.
Dos Caras Jr. fez sua estréia em 9 de maio de 2000, quando correu para salvar seu pai durante um show da Asistencia Asesoría y Administración (AAA), no qual Dos Caras foi atacado por El Texano, Pirata Morgan e Espectro, Jr. Mesmo realizando várias aparições na televisão, Rodríguez só fez sua estréia nos ringues em 29 de Setembro daquele ano, quando se juntou a Sangre Chicana, Alebrije El e La Parka, Jr. para  derrotar Los Consagrados (El Texano, Pirata Morgan, Espectro, Jr. e El Cobarde) no evento de  verão da  AAA chamado Verano de Escándalo.
Após sua estréia, Rodríguez iria viajar para lutar no Japão, no qual fez sua estréia em 11 de Outubro, fazendo uma dupla com seu pai Dos Caras e derrotando a equipe de  El Azteca e Chiba
Rodríguez continuou sua história na AAA com Los Consagrados, em parceria com a Octagon, La Parka, Jr. e Hong Kong, Lee para derrotar o Los Consagrados por desqualificação. Ao longo dos próximos dois anos Rodríguez trabalhou  tanto no México quanto Japão para ganhar experiência no ringue. No México, trabalhou exclusivamente para a AAA, no qual fez aparições em programas Verano de Escándalo em 2002, no qual fez equipe com Gronda e El Hijo del Solitario para derrotar o trio do Pirata Morgan, Chicana Sangre e El Brazo.

### Consejo Mundial de Lucha Libre

#### Técnico (2005–2009)
Em 2005, Rodríguez assinou um contrato com o Consejo Mundial de Lucha Libre (CMLL). Em seu primeiro teste na empresa, Rodríguez competiu na Copa Jr., mas foi derrotado na semifinal por Dr. Wagner, Jr. O avanço de Rodríguez as semifinais, pouco após ter assinado contrato com a empresa, era um indicador de que os bookers estavam interessados em alavancar sua carreira. Competiu para CMLL World Heavyweight Championship e o CMLL World Light Heavyweight Championship em um período de três semanas.
No ano seguinte, em 31 de marco de 2006, Rodríguez competiu novamente no torneio Copa Jr.e venceu Dr. Wagner, Jr., que o havia tirado do torneio do ano anterior. Venceu também Heavy Metal e Dantes Apolo chegando assim à final no qual derrotou Héctor Garza para ganhar o torneio.
Enquanto trabalhava no Japão, Rodríguez fez dupla com o lutador de segunda geração Lizmark, Jr. Quando ambos retornaram a CMLL, juntaram-se novamente a seus pais famosos. Rodríguez recebeu duas oportunidades para desafiar Universo 2000 pelo título CMLL World Heavyweight, mas somente em sua terceira tentativa, tornou-se CMLL World Heavyweight Champion, em 8 de Julho de 2007 .O reinado de Rodríguez ocorreu sem imprevistos. Defendeu seu título apenas 4 vezes nos 533 dias em que era  campeão.
No outono de 2008 surgiu uma história de que Rodríguez tinha lutado em uma dark-match para World Wrestling Entertainment (WWE) e eles lhe ofereceram um contrato. Nos meses seguintes, continuaram os boatos se ele tinha ou não assinado com a WWE, mas Rodríguez permaneceu World Heavyweight Champion.
Quando Rodríguez perdeu seu título para Último Guerrero, acreditava-se que ele havia assinado com a WWE. Acreditava-se inclusive que ele seria um participante surpresa no Royal Rumble de 2009. Entretanto, Rodríguez permaneceu na CMLL.

#### Rudo (2009)
Ao longo de toda sua carreira, Dos Caras Jr. sempre desempenhou um personagem face (herói), conhecido no México como Técnico. No entanto, quando as negociações de seu contrato com a WWE vieram à tona, ele começou a ter sinais de um personagem heel (vilão), que é conhecido no México como Rudo. Dos Caras Jr. começou a perder a atenção das lutas e ao invés de tentarovação dos fãs, ele prejudicava sua equipe alegando que estava distraído. Ele mesmo explicou seu comportamento afirmando que “machucou o ombro, mas mantinha a bravura na arena”. Após muitas mudanças, ele finalmente firmou seu personagem heel em 11 de Abril de 2009, e se tornou o primeiro membro da família Rodríguez a ser heel. Depois de se tornar heel, começou a trabalhar um enredo Shocker.

### World Wrestling Entertainment/WWE (2009-2016)

#### Florida Championship Wrestling (2009–2010)
Em 17 de junho de 2009, Rodríguez confirmou que assinou um contrato com a WWE. Antes de entrar para o roster principal da empresa, foi mandando para  Florida Championship Wrestling (FCW); território de desenvolvimento da WWE.
Assinou um contrato em que manteria os direitos sobre seu nome; Dos Caras Jr., máscara e imagem, porém permitiria que a WWE usasse para fins promocionais, enquanto ele está sob contrato com eles. Ele concordou com esse contrato, uma vez que abordou os principais motivos por que ele recusou a oferta da WWE em Janeiro de 2009. Rodríguez, teve uma storyline com Kris Logan na FCW wrestling sob o nome Dos. Mais tarde, também passou a lutar sob os nomes Anel Dorado e El Dorado. Durante um segmento do show de Washington Abraão no dia  06 de agosto, Rodriguez revelou um novo personagem desmascarado chamado Alberto Banderas. A partir dessa data Rodríguez começou a lutar sem máscara.
Durante a turnê do Raw; WrestleMania Revenge; pela Europa em abril de 2010, Rodríguez fez inumeras aparições em lutas não televisionadas. Em uma luta, utilizou o nome Dos Caras mas não usou sua máscara. Nos meses seguintes, voltou a usar sua máscara durante uma turnê da WWE pelo México, no qual trabalhou como um herói local.

#### SmackDown (2010-2011)
No dia 25 de junho de 2010, Rodriguez apareceu em um vídeo promocional no SmackDown com o nome de Alberto Del Rio. Nas semanas seguintes, vários vídeos onde Del Rio se apresenta como um rico aristocrata mexicano íntegro, bonito, poderoso e arrogante foram exibidos.
Dois meses depois, no dia 20 de agosto de 2010, ele fez sua estreia no SmackDown. Del Rio interrompeu um pronunciamento de Rey Mysterio, apresentando-se para o público e insultando Mysterio, fixando-se como um vilão. Ambos lutaram no evento principal daquela noite e Del Rio se tornou vencedor usando seu movimento de finalização por submissão "Cross Armbar". Naquela luta, Alberto entrou no ringue dirigindo um Rolls-Royce e foi anunciado pelo seu próprio anunciante Ricardo Rodríguez, introduzindo assim suas duas marcas registradas. Nas semanas seguintes, Del Rio continuou sua história com Mysterio, até que ele entrou ao final de uma luta entre Mysterio e Kane, atacando o mascarado. Del Rio lhe aplicou seu movimento de finalização, que acabou, na história, lesionando o braço de Rey Mysterio.
Duas semanas depois ele derrotaria Matt Hardy por submissão, na última aparição de Hardy na WWE até a Wrestlemania 33, em 2017. Amigo de Matt, Christian desafiou Del Rio para uma luta no Night of Champions. Embora tenha recusado o desafio, no dia 24 de setembro, Del Rio atacou Christian no SmackDown, o lesionando da mesma forma que havia feito com Rey Mysterio. Christian foi o terceiro lutador consecutivo que Del Rio lesionou aplicando um "Cross Armbar". Na realidade, Christian havia se lesionado realmente e o ataque de Del Rio foi usado como desculpa para tirá-lo da televisão enquanto se recuperava.
No dia 8 de outubro, Rey voltou ao SmackDown e derrotou Del Rio, quebrando assim a invencibilidade de Alberto desde sua estreia. Em outubro, Del Rio derrotou Chris Masters e entrou para o time do SmackDown, que iria enfrentar o time do Raw no Bragging Rights. Durante a luta entre as duas equipes, porém, Del Rio atacou Rey Mysterio e foi embora, abandonando seu time. Repercutindo o fato, no Survivor Series, uma luta foi marcada entre os dois rivais. Neste evento, Del Rio deveria liderar uma equipe de lutadores e Mysterio outra. Embora o time de Del Rio tenha perdido a luta, Alberto não foi oficialmente eliminado, já que foi nocauteado por Big Show e teve de ser carregado do ringue.
No dia 26 de novembro, Alberto derrotou Big Show por count-out (10 segundos fora do ringue) e se qualificou para o King of the Ring de 2010, que aconteceu na semana seguinte no Raw. Sua primeira luta no torneio foi contra Daniel Bryan, da qual saiu vitorioso. John Morrison foi seu oponente na etapa seguinte e terminou por derrotar Del Rio depois deste ser distraído por Rey Mysterio, que apareceu dentro do carro importado.
Em 30 de novembro, no WWE NXT, Del Rio foi anunciado como o mentor de Conor O'Brian na quarta temporada no programa que começaria na semana seguinte. No dia 19 de dezembro, no pay-per-view TLC: Tables, Ladders & Chairs, Del Rio competiu em uma Fatal-4-Way Tables, Ladders and Chairs pelo World Heavyweight Championship. Os outros participantes na luta eram Edge, Kane e Rey Mysterio. Edge venceu esta luta.
No SmackDown de 7 de janeiro de 2011, Del Rio derrotou Rey Mysterio em uma Two Out of Three Falls, com ajuda de Ricardo Rodriguez. Essa luta encerrou a rivalidade entre os dois. Em 18 de janeiro, o rookie de Del Rio no NXT, Conor O’Brian, foi o segundo a ser eliminado da competição. Na semana seguinte, os rookies competiram em uma Fatal Four Way, na qual o vencedor da luta poderia trocar seu mentor. Brodus Clay ganhou a luta e escolheu Del Rio para ser seu novo pro no lugar de Ted DiBiase. Clay acabou o NXT em segundo lugar e se tornou guarda-costas de Del Rio após o programa. No Raw do dia 10 de janeiro, Del Rio atrapalhou a apresentação de Shawn Michaels quando o mesmo foi anunciado como o mais novo indutado no Hall of Fame de 2011. Shawn acertou um Sweet Chin Music em Del Rio.
No dia 30 de janeiro, Del Rio derrotou 39 lutadores e venceu o Royal Rumble, tornando-se não só o primeiro lutador a vencer o Royal Rumble no seu ano de estreia na WWE, mas também o único latino-americano a realizar o feito na história do evento. Ele ganhava assim, o direito de escolher competir pelo WWE Championship ou o World Heavyweight Championship no WrestleMania XXVII. No Raw da noite seguinte ao Royal Rumble, Alberto declarou que optou competir pelo World Heavyweight Championship, cujo campeão era Edge.
No Elimination Chamber, Del Rio derrotou Kofi Kingston e atacou Egde ao final de sua luta após ele ter vencido a Elimination Chamber do SmackDown e retendo assim seu título. Porém Christian retornou após a longa recuperação de sua lesão e atacou Del Rio salvando o amigo Edge. Na Raw do dia 14 de março, Del Rio lutou contra John Cena, mas não houve vencedor, já que a luta foi interrompida por The Miz. No dia 18 de março no SmackDown, Del Rio e Christian finalmente lutaram um contra o outro, já que na semana anterior, Del Rio e Brodus Clay lutaram contra Egde e Christian - luta esta que marcou o retorno após 10 anos da famosa dupla E&C. Christian derrotou Del Rio em uma Steel Cage match. Na edição de 28 de março do Raw, Del Rio mais uma vez aliou-se à Brodus Clay para enfrentarem Edge e Christian. E&C venceram a luta.
Alberto Del Rio acabou sendo derrotado por Edge no WrestleMania XXVII. No SmackDown do dia 8 de abril, Alberto derrotou Christian e conquistou a chance de disputar o World Heavyweight Championship contra o atual campeão Edge em uma Ladder match no Extreme Rules. No dia 11 de abril durante o Raw, Edge anunciou sua chocante aposentadoria devido a antigas lesões, deixando assim vago seu lugar no Extreme Rules. No SmackDown do dia 15 de abril , Christian ganhou uma Battle Royal e conquistou o direito de enfrentar Alberto Del Rio no Extreme Rules pelo World Heavyweight Championship. Del Rio, no entanto, perdeu a luta.

#### Disputa pelo WWE Championship (2011-2012)
No Draft do dia 25 de junho, Alberto foi transferido do SmackDown para o Raw, levando Ricardo Rodriguez consigo. No Money in the Bank, Alberto venceu a Money in the Bank ladder match do Raw. Com isto, tornou-se o primeiro lutador a vencer o Royal Rumble e o Money in The Bank no mesmo ano. No SummerSlam, Del Rio fez o cash-in em no no vencedor do Undisputed Championship da WWE CM Punk após este ter derrotado John Cena, se tornando Campeão da WWE pela primeira vez. No Night of Champions, Del Rio perdeu o título para Cena após desistir depois de um STF. Ele ganhou o título novamente no Hell in a Cell, ao derrotar Cena e Punk em uma luta iniciando o seu segundo reinado como Campeão da WWE. No Pay-per-view Survivor Series (2011) perdeu o titulo para CM Punk após este ter lhe aplicado um anaconda vise. Del rio teve sua revanche pelo WWE Championship, onde foi derrotado após um GTS na corner , que ele mesmo tirou a proteção. Se classificou para uma Triple Threat Tables, Ladders and Chairs Match pelo WWE Championship no TLC: Tables, Ladders & Chairs, na luta ele perdeu e se lesionou.
No Elimination Chamber ele veio ao ringue pedir que John Laurinaitis também comandasse o SmackDown. Ele retornou da lesão confrontando Sheamus, que tinha começado seu reinado como World Heavyweight Champion, com isso Del rio deixou claro que queria o título do campeão, ele participou de uma Fatal-four-way match pelo World Heavyweight Championship no Over the Limit, porém, Sheamus reteve o título. No SmackDown pós Over the Limit, ganhou Triple Threat Match envolvendo também Randy Orton e Kane para ganhar o direito de enfrentar Sheamus no No Way Out. Del rio, no entanto, foi impedido pelos médicos da WWE de lutar após uma convulsão, então, foi substituido por Dolph Ziggler. Após o No Way Out brigou com Dolph em uma luta para definir o adversário de Sheamus no SmackDown, porém a luta foi paralisada por Sheamus que anunciou que os dois iriam enfrentá-lo em um Triple Threat Match. No dia 3 de julho foi anunciado pelo site oficial da WWE que Del rio enfrentaria Sheamus no Money in the Bank. No SmackDown do mesmo dia este atacou Sheamus batendo nele com o capô de seu carro. No Money In The Bank, no entanto Alberto e derrotado, mas ele e Ricardo Rodriguez atacam Sheamus, em seguida vem Dolph Ziggler, fazer o Cash-In do Money In The Bank, Del Rio tenta impedir e e atacado por Ziggler, que em seguida recebe um Brock Kick de Sheamus, sendo nocauteado e nunca realizando o Cash-In. No RAW Seguinte Del Rio derrota Zack Ryder após aplicar sua submissão assinatura, a chave de braço, em seguida Rey Mysterio aparece após quase um ano afastado, devido a cirurgia, e aplica o 619 em Del Rio, porque antes de Rey se afastar para fazer a cirurgia, ele estava em feud com Del Rio. No SmackDown do dia 27 de Julho, Alberto Del Rio derrotou Kane, Daniel Bryan e Rey Mysterio, se tornando novamente o candidato a uma luta no SummerSlam. Porém, essa luta foi transferida para o SmackDown do dia 10 de Agosto, após Del Rio ter reclamado de Sheamus,  por ele ter roubado seu carro no Raw anterior. Alberto Del Rio atacou Sheamus com a ajuda de policiais, o que levou Booker T a cancelar a luta no evento. Na semana seguinte, Sheamus anunciou que gostaria que a luta ocorresse no evento, como originalmente estava programado. Del Rio perdeu a luta contra Sheamus, pois o juiz não viu que seus pés estava na corda e não encerrou a contagem.

#### Disputa do World Heavyweight Championship (2012-2014)

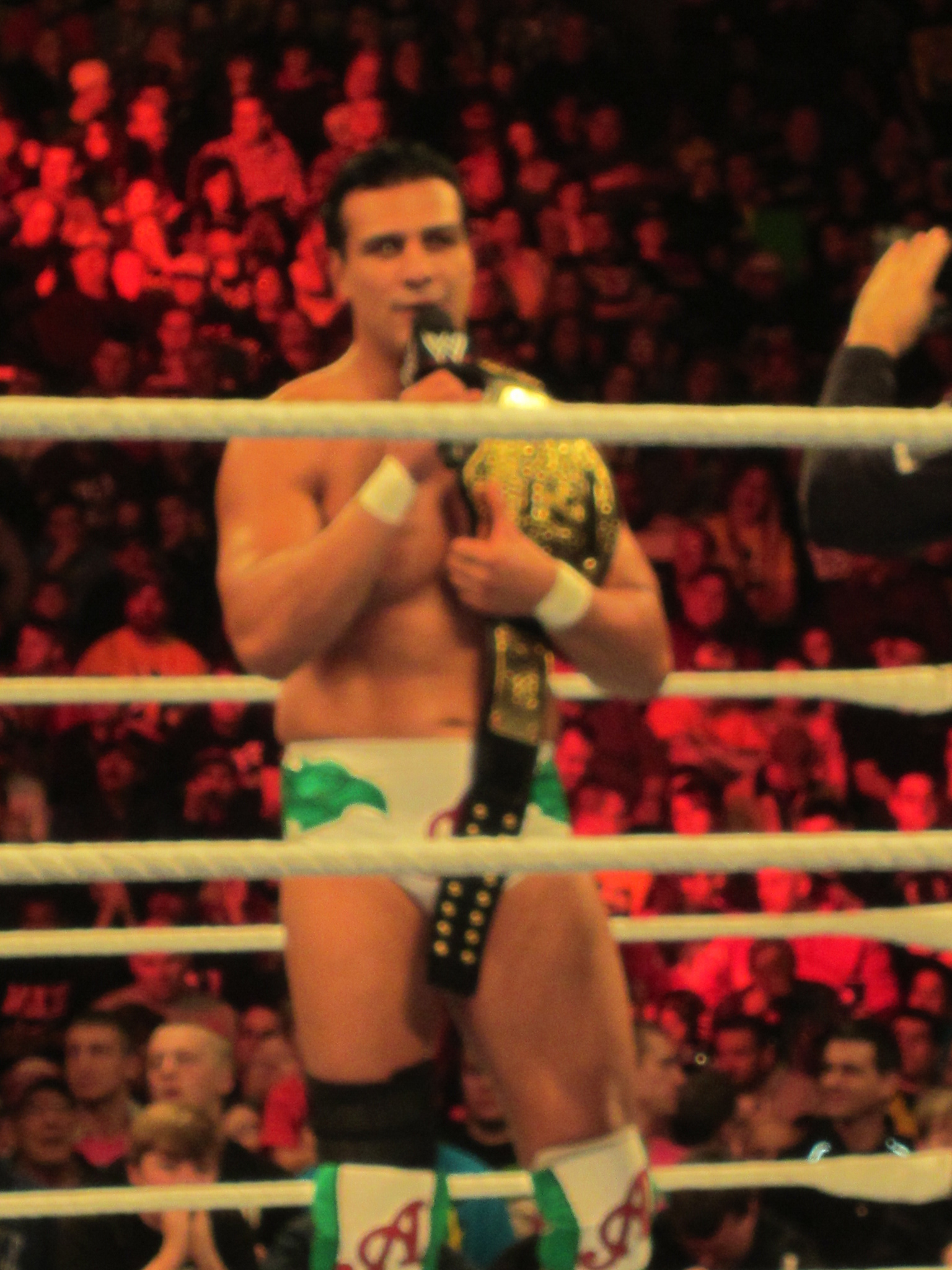
Del Rio como World Heavyweight Champion

Em uma gravação do WWE SmackDown, Alberto iniciou uma feud com Big Show se tornando face e isso o levou a competir pelo World Heavyweight Championship em uma luta Last Man Standing no qual Alberto ganhou o título após virar a mesa dos comentaristas em cima de Show. Ele defendeu o título contra Big Show no Royal Rumble, em outra Last Man Standing, e no Elimination Chamber em uma luta normal. No Elimination Chamber, Jack Swagger venceu a Elimination Chamber Match e ganhou o direito de lutar contra Del Rio na WrestleMania 29 iniciando uma feud entre os dois. No RAW, Swagger quebrou a perna de Ricardo Rodriguez com seu Patriot Lock. Na Wrestlemania, Del Rio venceu aplicando o Cross Armbreaker. No RAW pós Wrestlemania, Del Rio venceu Swagger & Zeb Colter em uma Handicap Match, mas teve a perna lesionada e Dolph Ziggler, que era o Mr. Money In The Bank, aproveitou, entrou e tirou o World Heavyweight Championship de Del Rio. No RAW, Del Rio iria ter sua revanche, mas Swagger o atacou e Booker T marcou uma Triple Threat para o Extreme Rules (2013) entre os três pelo World Heavyweight Championship. Del Rio venceu Swagger em uma luta "I Quit" para disputar o título contra Dolph Ziggler. No WWE Payback 2013, Del Rio venceu Ziggler e reconquistou o cinturão peso-pesado da WWE, e o defendeu com sucesso em uma revanche contra Ziggler no Money in the Bank por desqualificação, no SummerSlam frente á Christian, e no Night of Champions ele perdeu por desqualificação após não obedecer o juiz e chutar seu desafiante Rob Van Dam insistentemente nas cordas. No WWE Battleground Del Rio defendeu com sucesso seu título contra Rob Van Dam em uma Luta Battleground Hardcore Rules. No Hell in a Cell, Del Rio perdeu seu título para John Cena em uma luta individual após ficar com 133 dias de reinado. No Survivor Series, Del Rio falhou em uma tentativa de reconquistar seu título de Cena.
Nos dias seguintes, Del Rio sofreu várias derrotas para Sin Cara nas edições do Raw e Smackdown. Del Rio finalmente derrotou Sin Cara no episódio de 6 de janeiro de 2014, no episódio do Raw e, depois de sua luta, começou a insultar o recém retornado Batista dizendo que iria eliminar o mesmo e que depois todo mundo iria falar sobre ele. No episódio de 20 de janeiro edição do Raw, depois de derrotar Rey Mysterio e atacar ele depois da luta, Batista que estava retornando na noite atacou Del Rio com o Batista Bomb. Seis dias depois no Royal Rumble, Del Rio entrou na Royal Rumble Match como número #27, mas foi eliminado por Batista que consequentemente venceria a luta. Em 3 de fevereiro episódio do Raw, Del Rio confrontou e, finalmente atacou Batista, mais foi atacado e levou um Batista Bomb através da mesa dos comentaristas na semana seguinte. No Elimination Chamber ele foi derrotado por Batista.
A 8 de agosto de 2014, a WWE anunciou no seu site oficial, ter despedido Del Rio por confrontos com outros empregados da WWE.

#### Retorno (2015–2016)
Del Rio retornou a WWE em 25 de outubro de 2015, no Hell in a Cell, com Zeb Colter como seu gerente, derrotando John Cena para vencer o United States Championship.  Após a conquista, Del Río formou um quarteto com o então WWE World Heavyweight Champion Sheamus, King Barrett e Rusev, formando a Liga das Nações. Manteve o título até o Royal Rumble (2016), ao ser derrotado por Kalisto.  Em 9 de setembro de 2016 a WWE liberou Del Rio de seu contrato após ele pedir demissão em virtude das confusões nos bastidores ocasionadas pelo conturbado relacionamento com Paige.

## Estilo e personalidade como lutador
Alberto Del Rio sempre apresenta-se antes de uma luta ou pronunciamento importante guiando um carro importado, parte de sua coleção pessoal. Ele sempre usa um cachecol. Ele lembra John Layfield, que sempre vinha ao ringue em sua limosine particular. Ele também nunca é apresentado por ninguém a não ser pelo seu "personal announcer" Ricardo Rodriguez. Apenas por uma vez, Tony Chimel o apresentou (para um rápido recado do arrogante mexicano), o que causou a revolta do comentarista Michael Cole, o qual acusou Chimel de não possuir classe para apresentar Del Rio.
Quando Alberto vai até a mesa de comentaristas para assistir alguma luta entre eles, este cumprimenta somente Cole, ignorando os demais membros da mesa.

## Carreira na artes marciais mistas
Depois de estrear no wrestling profissional em 2000, decidiu tentar a sorte no MMA, tornando-se o primeiro lutador mexicano a se aventurar nas duas modalidades. Alberto, sob o nome de Dos Caras Jr., enfrentou principalmente Cro Cop Filipović na promoção japonesa Pride Fighting Championships, perdendo por nocaute no primeiro round. Antes dessa luta, ele havia trabalhado no promoção Deep entre 2001 e 2003 com o mesmo nome, onde acumulou um recorde de 3-2.
Em 11 de outubro de 2016, foi nomeado presidente da promoção Combate Américas. A presidência era uma figura de proa, onde Rodríguez não tinha poder real na empresa e era o principal responsável pela promoção da marca na mídia mexicana. Rodríguez deixou o cargo em 20 de julho de 2017 para se concentrar em sua carreira de wrestling profissional.
Foi anunciado em julho de 2019 que Rodríguez retornaria às competições de MMA pela primeira vez desde 2010 para enfrentar o Hall da Fama do UFC e ex-campeão dos meio-pesados Tito Ortiz. O evento, que foi disputado com peso catch de 210 libras, aconteceu em Hidalgo, Texas, no dia 7 de dezembro de 2019. Rodríguez perdeu a luta por finalização no primeiro round. Em 26 de junho de 2021, quase dois anos após sua derrota, ele anunciou que estava aposentado do MMA por enquanto e que sua própria empresa de wrestling estrearia em breve.

### Comentarista do UFC
Em março de 2022, Rodríguez teria assinado contrato com o Ultimate Fighting Championship (UFC) como comentarista de língua espanhola. Ele estreou na promoção em 19 de março no UFC Fight Night: Volkov vs. Aspinall.

## Recorde nas artes marciais mistas
| Resultado | Cartel | Oponente          | Método                                                 | Evento                           | Data                    | Round | Tempo | Local                    |
| --------- | ------ | ----------------- | ------------------------------------------------------ | -------------------------------- | ----------------------- | ----- | ----- | ------------------------ |
| Derrota   | 9-5    | Yamamoto Hanshi   | TKO (socos)                                            | Cage of Combat 4 - Spanish Bombs | 27 de fevereiro de 2010 | 2     | 2:47  | Madri, Espanha           |
| Vitória   | 9-4    | Arthur Bart       | KO (head kick)                                         | Cage of Combat 3 - San Vale Todo | 13 de fevereiro de 2010 | 1     | 3:51  | Torreón, México          |
| Vitória   | 8-4    | Toshiyuki Moriya  | Submissão (neck crank)                                 | COC I - Cage of Combat I         | 26 de dezembro de 2009  | 1     | 3:17  | Veracruz, Veracruz       |
| Vitória   | 7-4    | Ignacio Laguna    | Submissão (rear naked choke)                           | Berkman MMA Promotions I         | 15 de dezembro de 2008  | 2     | 2:36  | Cidade do México, México |
| Vitória   | 6-4    | Hato Kiyoshi      | Submissão (rear naked choke)                           | MMA Xtreme 17                    | 15 de dezembro de 2007  | 2     | 2:31  | Honduras                 |
| Vitória   | 5-4    | Joao Tua          | Submissão (guillotine choke)                           | MMA Xtreme 14                    | 13 de outubro de 2007   | 1     | 2:41  | Honduras                 |
| Vitória   | 4-4    | George King       | Submissão (rear naked choke)                           | VFX: Vale Tudo Fighters Mexico   | 27 de maio de 2007      | 1     | 4:00  | Tláhuac, México          |
| Derrota   | 3-4    | Kazuhiro Nakamura | Decisão (unânime)                                      | Pride 27: Inferno                | 1 de fevereiro de 2004  | 3     | 5:00  | Osaka, Japão             |
| Derrota   | 3-3    | Mirko Filipović   | KO (head kick)                                         | Pride Bushido 1                  | 5 de outubro de 2003    | 1     | 0:46  | Saitama, Saitama         |
| Vitória   | 3-2    | Brad Kohler       | Submissão (lesão no ombro)                             | Deep: 12th Impact                | 15 de setembro de 2003  | 1     | 1:25  | Tóquio, Japão            |
| Derrota   | 2-2    | Hiroyuki Ito      | DQ (agarrando as cordas)                               | Deep: 9th Impact                 | 5 de maio de 2003       | 1     | 3:21  | Tóquio, Japão            |
| Vitória   | 2-1    | Tatsuaki Nakano   | Submissão (rear naked choke)                           | Deep: 6th Impact                 | 7 de setembro de 2002   | 1     | 4:05  | Tóquio, Japão            |
| Derrota   | 1-1    | Kengo Watanabe    | Submissão (rear naked choke)                           | Deep: 4th Impact                 | 30 de março de 2002     | 2     | 3:52  | Nagoia, Japão            |
| Vitória   | 1-0    | Kengo Watanabe    | TKO (braço quebrado devido a um belly to belly suplex) | Deep: 2nd Impact                 | 18 de agosto de 2001    | 1     | 0:50  | Yokohama, Japão          |

## Títulos e prêmios

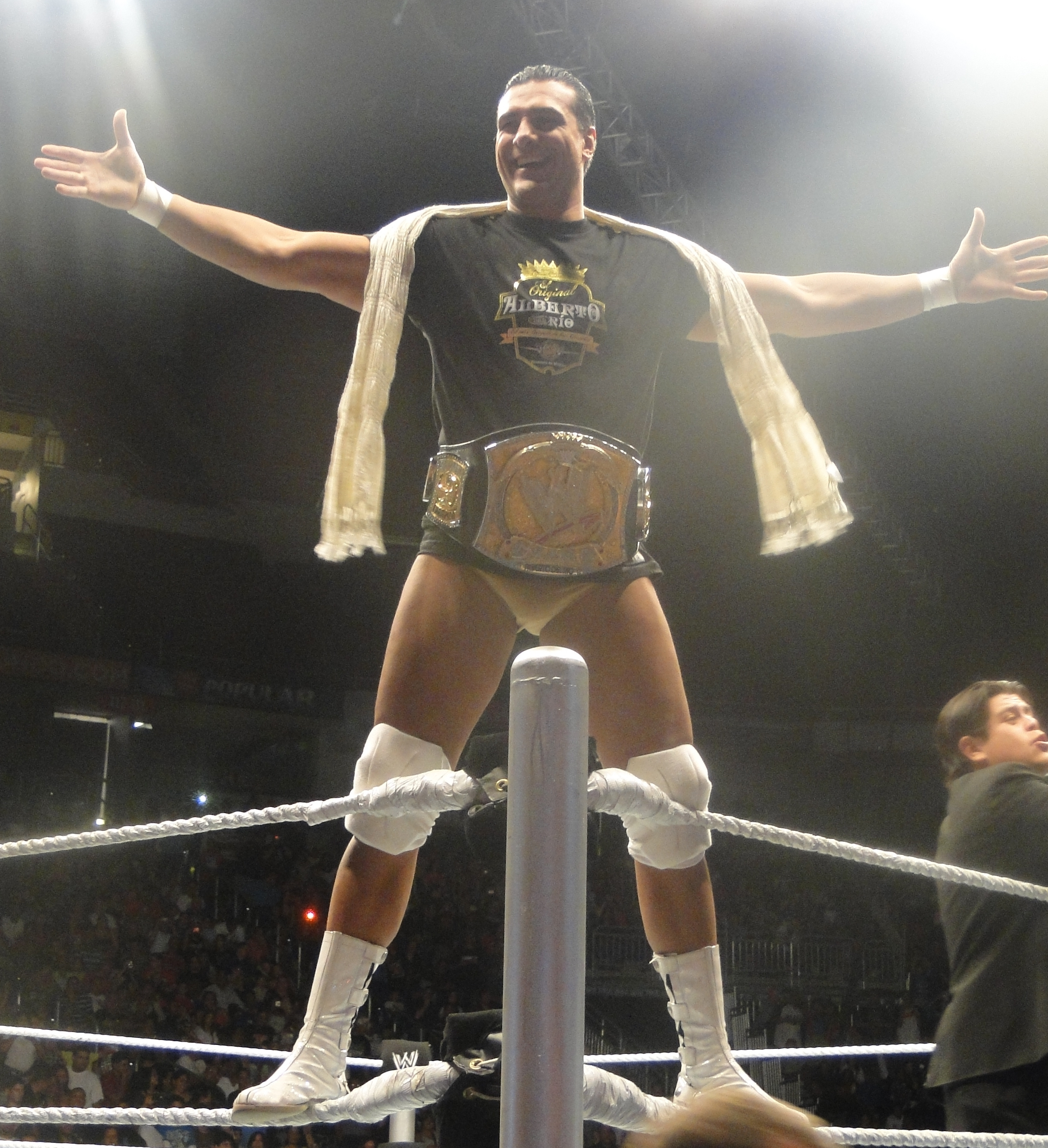
Del Rio como campeão da WWE.

- Asistencia Asesoría y Administración
  - AAA Mega Championship (2 vezes)[45]
  - Lucha Libre World Cup (2015) – com Myzteziz e Rey Mysterio Jr.[46]
  - Técnico of the Year (2014)[47]
- Consejo Mundial de Lucha Libre
  - CMLL World Heavyweight Championship (1 vez)
  - La Copa Junior (2006)
- Pro Wrestling Illustrated
  - PWI o colocou em 6º dos 500 melhores lutadores individuais na PWI 500 em 2011[48]
- Total Nonstop Action Wrestling
  - Unified GFW World Heavyweight Championship (2 vezes)
- World Wrestling Entertainment/WWE
  - WWE Championship (2 vezes)[49][50]
  - World Heavyweight Championship (2 vezes)[51]
  - WWE United States Championship (2 vezes)
  - Royal Rumble (2011)[52]
  - Money in the Bank (Raw, 2011)[53]
  - Troféu do Bragging Rights Trophy (2010) – com Team SmackDown (Big Show, Rey Mysterio, Jack Swagger, Edge, Tyler Reks e Kofi Kingston)
- World Wrestling League
  - WWL World Heavyweight Championship (1 vez)[54]
- Wrestling Observer Newsletter
  - Melhor personagem (2010)[55]